# Distretto di Pertek
Il distretto di Pertek (in turco Pertek ilçesi) è uno dei distretti della provincia di Tunceli, in Turchia.
| Controllo di autorità | VIAF (EN) 170093750 · LCCN (EN) n2011026857 |